# 458 Hercynia
458 Hercynia је астероид главног астероидног појаса са пречником од приближно 38,75 km.
Афел астероида је на удаљености од 3,707 астрономских јединица (АЈ) од Сунца, а перихел на 2,285 АЈ.
Ексцентрицитет орбите износи 0,237, инклинација (нагиб) орбите у односу на раван еклиптике 12,671 степени, а орбитални период износи 1894,613 дана (5,187 година).
Апсолутна магнитуда астероида је 9,63 а геометријски албедо 0,165.
Астероид је откривен 21. септембра 1900. године.